# Marlene Madrigal Flores
Marlene Madrigal Flores là một nhà hoạt động công nhân nông nghiệp người Costa Rica và là một phó hiện tại của Heredia trong Hội đồng Lập pháp.
Madrigal có một nền giáo dục kỹ thuật.

## Nhà hoạt động nông nghiệp

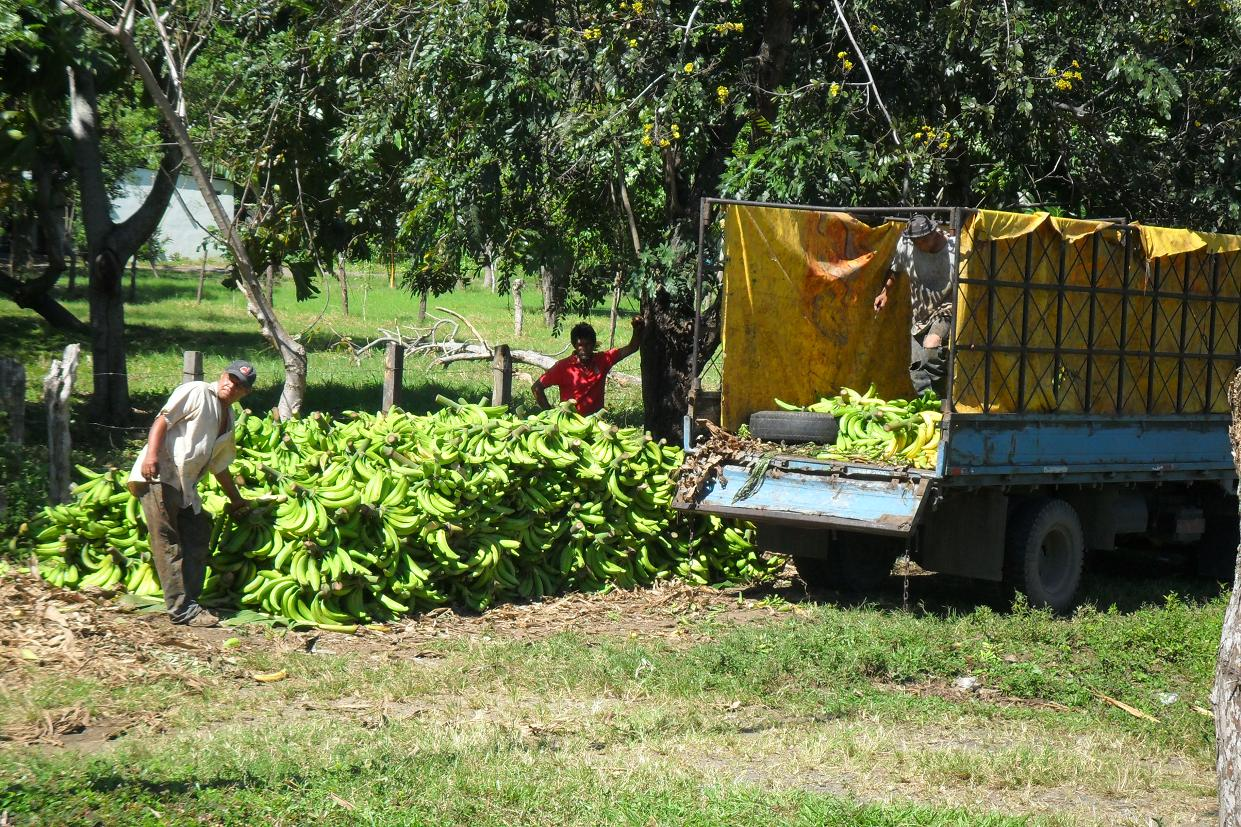
Madrigal đã làm việc cho các công ty chuối và các hiệp hội công nhân ở Costa Rica

Madrigal đã làm việc trong một số năng lực như một nhà hoạt động nông nghiệp. Bà đã từng là Đại diện cho Sarapiquí, Phó Chủ tịch Ủy ban Nông nghiệp Quốc gia, Chủ tịch Liên đoàn Công nhân Chuối Quốc gia, và là người quảng bá cho Đảng Hành động của Công dân (PAC cho tên viết tắt tiếng Tây Ban Nha) tại Sarapiquí. Cô cũng đã làm việc cho một số công ty nông nghiệp và công đoàn nông nghiệp quốc tế.
Chỉ riêng năm 2013, cô đã đến thăm Hội đồng Lập pháp tổng cộng 16 lần.

## Sự nghiệp chính trị
Khi Madrigal bắt đầu ứng cử vào năm 2013, cô đã 42 tuổi. Cô được bầu làm ứng cử viên PAC cùng với nhà kinh tế Henry Mora Jiménez. Trong cuộc tổng tuyển cử, Madrigal đã được bầu và giờ cô sẽ phục vụ cho nhiệm kỳ lập pháp 2014-2018.